# تاريخ الحواسيب المحمولة
قبل ظهور الحواسيب المحمولة، جرت عدة محاولات لتصنيع أجهزة مشابهة من أهمها فكرة داينابوك التي طورها ألان كاي في مختبرات زيروكس بارك في بداية سبعينيات القرن العشرين. ومن منتجات نفس المختبرات، تم تطوير زيروكس نوت تاكر التي يمكن أن يعتبر أول محمول إلا أنه لم يتعدى تطويره إلى مرحلة التصنيع، وذلك عام 1976.

## أوزبورن 1

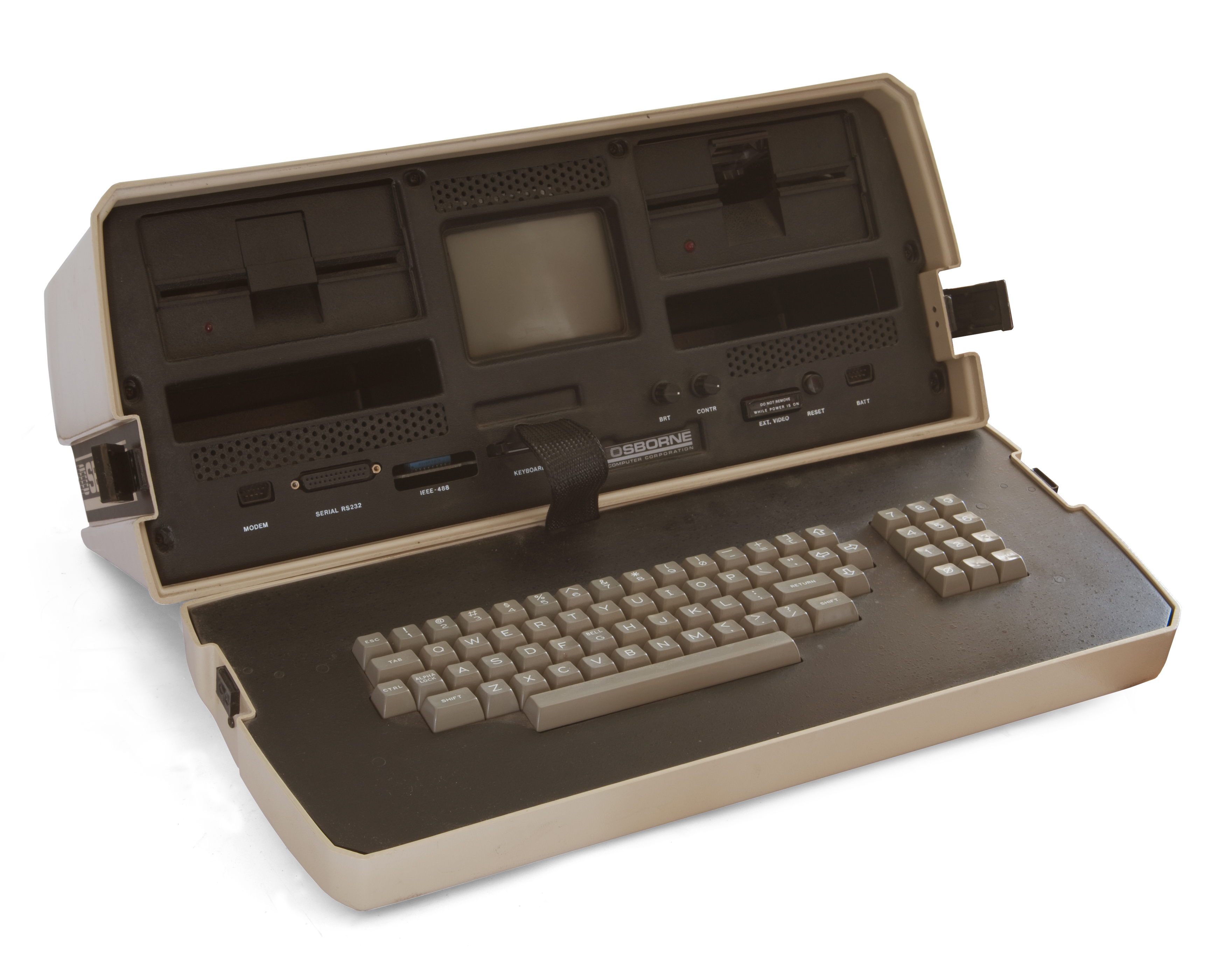
محمول أوزبورن 1. وتبدو لوحة المفاتيح التي وضعت على غطاء المحمول

يتعبر أوزبورن 1 أول حاسوب محمول يعتمد المعالج الدقيق والذي يصنع بكميات تسويقية. طرح في الأسواق عام 1981 واستخدم نظام سي بي أم. كان ضخما وثقيل الوزن نسبة لمحمولات المعاصرة وله شاشة صغير قياسها 5 بوصات. أحدث هذا الجهاز ثورة في عالم الأعمال إذ استطاع المشغلين أخذ حواسيبهم للعمل في المنازل إلا أن حجمه لا يسمح بأخذه على متن الطائرات.

## بوندويل 2
طرح بوندويل عام 1985 بعد اندحار نظام سي بي أم، إلا أنه كان أول محمول له يشكل يشابه المحمولات المعاصرة بشاشة كبيرة على الغطاء تسمح بإظهار 80 حرف على السطر و 25 سطرا. احنوى على محرك اسطوانات بقياس 3،5 بوصة ومعالج زد-80 بسرعة 4 ميغاهيرتز و٫اكرة 4 كيلوبايت.

## محمولات نظام سي بي أم
ومن المحمولات التي استعملت نظام تشغيل السي بي أم: إبسون بي أكس-4 و بي أكس-8 (ما يعرف جينيفا)، أن إي سيي بي سي-8401ِأي و أن إي سي بي سي-8500. وخزن نظام التشغيل في ذاكرة روم وليس على الأسطوانات.

## كومباك المحمول

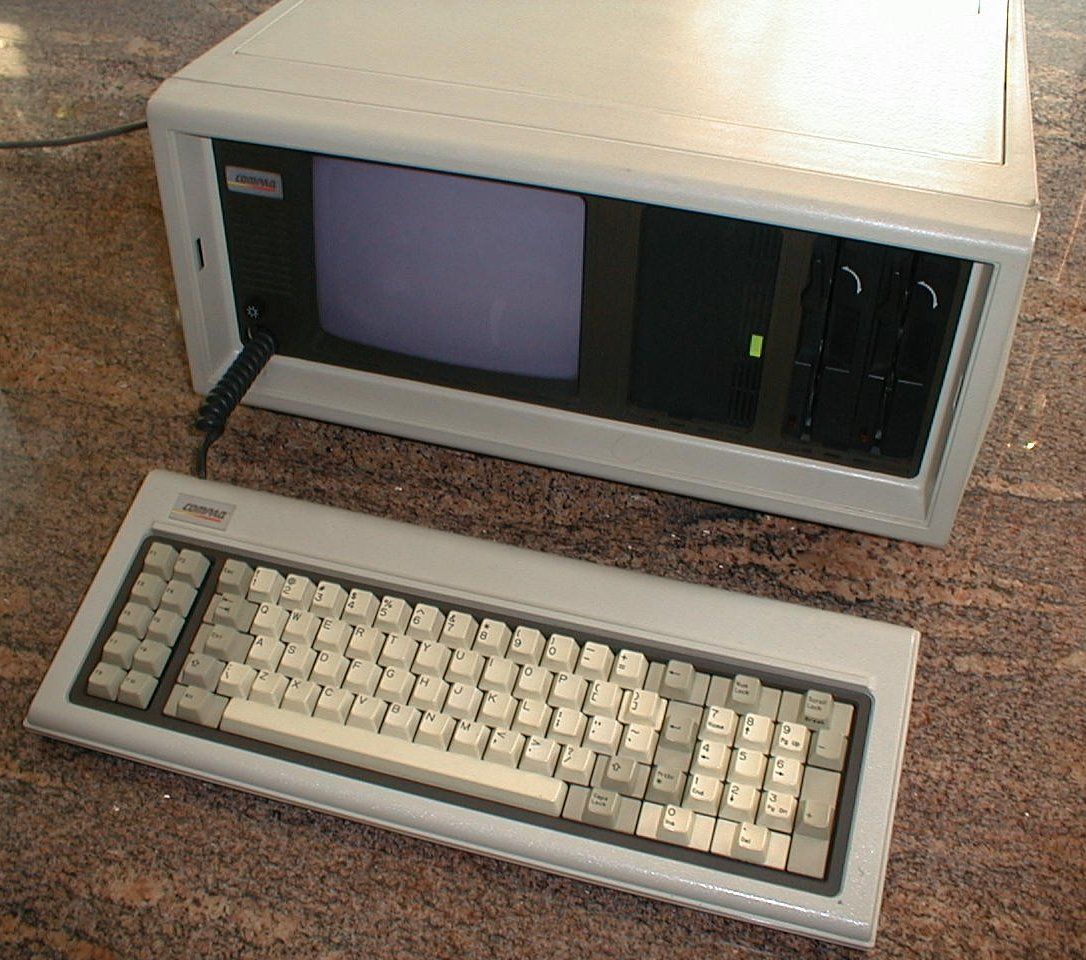
جهاز كومباك المحمول

يعتبر جهاز كومباك المحمول أول جهاز محمول ناجح. طرح في الأسواق عام 1983 عندما أصبح جهاز أي بي أم الشخصي منتشرا. كان ثقيل الوزن مثل أوزبورن ويحتاج إلى الكهرباء ليعمل إلا أنه أول جهاز يستنسخ الأي بي أم ويستخدم نظام تشغيل أم أس دوس. كان الإصدار الثالث، كومباكت بورتابل 2، من أنجح المحمولات إذ استخدم شاشة عالية الدقة وأول حاسوب يمكن استعماله في التصميم الهندسي وال٫ي جعل اسم كومباك علامة تجارية مهمة في عالم الحواسيب.

## إبسون أتش أكس 20
من الجدير الإشارة إلى جهاز إبسون أتش أكس 2- ال٫ي طرح عام 1983 على أساس أنه جهاز حاسوب كفي مع لوحة مفاتيح من 68 زر ويعمل ببطاريات نيكل كادميوم يمكن إعادة تشحينها، وشاشة دوت ماتركس بحجم 4 أسطر و24 حرفا لكل سطر وذاكرة 16 كيلوبايت ويعمل بلغة مايكروسوفت بايسك.

## غريد كومباس
يعتبر غريد كومباس 1101 الذي طوره دولموند ماغنوم وطرح عام 1982 أول محمول حقيقي. كان جسمه مصنوعا من التيتانيوم ويفتح غطائه إلى الأعلى مثل محمولات القرن الواحد والعشرين، ويستخدم البطاريات لتشغيله وله شاشة بحجم 320×200 بيكسل و٫ذاكرة 384 كيلوبايت. وصل سعره إلى 10 آلاف دولار وكان يستعمل لأهداف محددة ولم يكن متوافقا مع الأي بي أم. استعمل على نطاق واسع في الجيش الأميركي و من قبل ناسا في رحلات مكوك الفضاء. حصل صاحبه على أرباح مادية عالية من خلال بيعه حقوق التصنيع. اشترت شركة راديو شاك شركة غريد واستعملت التصميم لإنتاج حواسيب تاندي.

## دولمونت ماغنوم أو كوكابورا
طور عام 1982 وطرح بأسواق أستراليا عام 1983. كان له مرافق توسعة لإضافة برمجيات أخرى مثل معالجة الكلمات والجداول. اشترته شركة تايم أفس وسوقته باسم كوكابورا.

## تاندي 100
طرح جهاز تي أر أس-80 نموذج 100 عام 1983 الذي يعتبر أول محمول دفتري بحجم صغير وشاشة أل سي دس ولوحة مفاتيح كاملة يعمل على البطارية وحجمه لا يتعدى حجم كتاب كبير. صنعته شركة كيوسيرا وسوقته في اليابان ثم اشترت حقوقه شركة تاندي وسوقته في الولايات المتحدة الأميركية وكندا فأصاب نجاحا كبيرا بيع منه أكثر من 6 ملايين جهاز على مستوى العالم. وتم بناء جهاز أوليفيتي أم 10 و أن إي سي بي سي على نفس مقاييسه.

## شارب وكافيلان

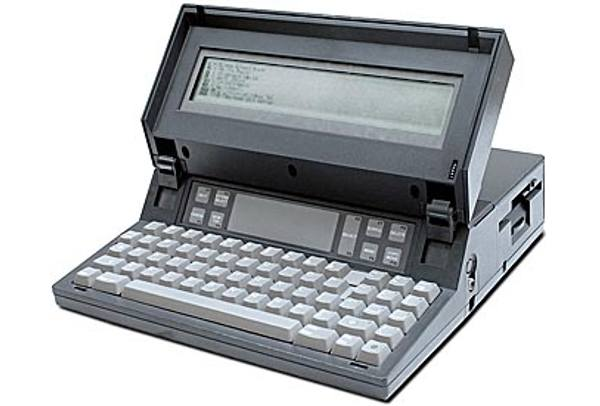
جهاز كافيلان أس سي

طرح جهازي شارب بي سي-5000 و كافيلان أس سي عام 1984 وال٫ي كان أول جهاز يسوق تحت مسمى «محمول». كا له لوحة لمس مركزة على لوحة فوق لوحة المفاتيح ويمكن وصله بطابعة.

## كومودور أس أكس 64

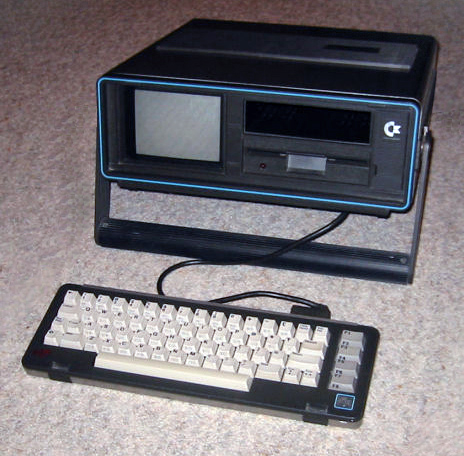
محمول كومودور أس أكس 64

طرع عام 1984 وهو شكل مطور لجهاز كومودور 64 الشهير على شكل حقيبة مع شاشة ملونة بحجم 5 بوصات وله محرك أقراص مدمج ووزنه 20 رطل (9 كلغ) وسعره 995 دولار. عرف بأوروبا باسم في أي بي 64 أو إكسيكيوتف 64.

## كايبرو 2000
كايبرو 2000 هو أول محمول مطابق لأجهزة أي بي أم طرخ عام 1985. له شاشة بحجم 20 سطرا × 80 حرفا للسطر، لوحة مفاتيح منفصلة ومحرك اسطوانات بحجم 3،5 بوصة.

## أن إي سي أولترالايت
{{..}}